# Кибалион
Кибалион — небольшой трактат по герметической философии, изданный в декабре 1908 г. в Чикаго издательством «The Yogi Publication Society» («The Kybalion. A Study of the Hermetic Philosophy of ancient Egypt and Greece». The Yogi Publication Society, Chicago, 1908). Автор работы неизвестен, поскольку «Кибалион» был подписан псевдонимом «Трое посвящённых».

## Авторство
«Трое посвящённых», которые написали «Кибалион», пожелали остаться неизвестными, что привело к многочисленным спекуляциям по поводу авторства этой работы.
По общепринятому предположению автором трактата является Уильям Уолкер Аткинсон, написавший работу самостоятельно без посторонней помощи. Аткинсон был известен использованием многочисленных псевдонимов для издаваемых им работ. Он так же был владельцем издательства «The Yogi Publication Society», опубликовавшего «Кибалион».
В верности этой версии убеждает тот факт, что в серии ранних работ Аткинсона, также изданных под псевдонимами, и озаглавленных «Тайное учение» присутствует много явных сходств с содержанием «Кибалиона». Так, например, «Кибалион» описывает семь герметических принципов, в то время как «Тайное учение» рассматривает семь тайных законов. В «Кибалионе» утверждается, что данный трактат является записанной версией древнего одноимённого тракта, передававшегося прежде из уст в уста, в то время как «Тайное учение» утверждает, что разоблачает древнюю мудрость, неопубликованного прежде манускрипта, представленную в виде афоризмов. Обе работы описывают три основных плана бытия, которые подразделяются на семь меньших планов, три из которых сравниваются в обеих работах с «астральными чёрными клавишами» аналогичными чёрным клавишам фортепиано, эти три плана населены, согласно обеим работам, элементалями (духами стихий). Наконец, обе работы описывают процесс духовной (ментальной) трансмутации или алхимии в одинаковых терминах и подробностях. Существуют и другие сходства между «Кибалионом» и «Тайным учением», так что можно сказать, что в некотором смысле, «Тайное учение» было черновиком «Кибалиона».
Согласно одной из теорий, Аткинсон писал в соавторстве с Паулем Фостером Кейсом и Майклом Уитти. Этой теории часто придерживались члены «Строителей Святилища», мистической школы, основанной позднее Кейсом, хотя сама эта группа никогда не приписывала данной теории себе публично.
В поддержку этой линии можно привести тот факт, что Пауль Фостер Кейс был масоном, в то время как издательство «The Yogi Publication Society», опубликовавшее «Кибалион», в качестве собственного адреса на фронтисписе книги указало: «Масонский Храм, Чикаго, штат Иллинойс». Однако в Чикаго название «Масонский Храм» носил и городской небоскрёб, в котором размещались склады и маленькие предприятия, не имевшие отношения к масонству. Небоскреб был прозван так, поскольку был построен при финансировании «Масонской Ложи», и которая устраивала свои собрания на нескольких верхних этажах.
В качестве других возможных соавторов «Кибалиона» упоминаются так же Хариет Кейс (жена Пауля Фостера Кейса), Энн Дейвис, которая возглавляла B. O. T. A., Мэйбел Коллинз (видный писатель-теософ), Клаудия Брэгдон (архитектор, теософ, автор «Мистической геометрии») и Клаудия Александр. Однако, учитывая насколько Aткинсон был плодотворным писателем, сомнительно, что он нуждался в каком бы то ни было соавторстве.

## Духовная трансмутация
В «Кибалионе» приводится описание духовной (ментальной) трансмутации, которая также известна как духовная алхимия, искусство духовной химии, и искусство поляризации. Афоризм, предваряющий текст главы, посвящённой описанию этого вопроса, звучит следующим образом:

Души можно преобразовывать (трансмутировать), так же, как металлы и элементы, из одного состояния в другое, от градации к градации, от условия к условию, от полюса к полюсу, от вибрации к вибрации. Истинное Герметическое превращение является Искусством Разума.

## Семь герметических принципов

### Принцип Ментализма
Всё есть Мысль (Разум). Вселенная представляет собой мысленный образ («Кибалион»).

Согласно этому принципу всё, что существует в мире видимом и мирах невидимых, — есть мысленный образ Единого (см. герметизм).

### Принцип Соответствия (аналогии)
Как вверху, так и внизу, как внизу, так и вверху («Кибалион»).

Согласно этому принципу существует соответствие между различными плоскостями Бытия и жизни, всё подчинено единым законам, а потому подобно. Существует аналогия между жизнью мира видимого и миров невидимых, между жизнью микрокосма и макрокосма.

### Принцип Вибрации
Ничто не покоится — всё движется, всё вибрирует («Кибалион»).

Этот принцип объясняет, что различие между проявлениями бытия, таких как материя, энергия, разум и дух — лишь видоизменения одной первичной субстанции, «праматерии» — всё это различается лишь частотой своих вибраций.

### Принцип Полярности
Всё двойственно, всё имеет полюса. Всё имеет свой антипод (свою противоположность), противоположности идентичны по природе, но различны в степени. Крайности сходятся. Все истины не что иное, как полуистины. Все парадоксы можно примирить («Кибалион»).

Согласно этому принципу, тезис и антитезис идентичны по природе, но различны в степени, различны в своей полярности, имеют сдвиг фаз между собою в 180°.

### Принцип Ритма
Всё течёт, всё втекает и вытекает, всё имеет свои приливы, всё поднимается и падает, маятникообразное колебание проявляется во всём. Мера колебания налево есть мера колебания направо. Ритмы компенсируются («Кибалион»).

Этот принцип объясняет, что всё, что существует, никогда не пребывает в одном состоянии. Всё переходит из одного состояния в противоположное, и обратно.

### Принцип Причины и Следствия
Каждая причина имеет своё следствие, каждое следствие имеет свою причину. Всё совершается в соответствии с законом. Случай есть не что иное, как имя закона, который не распознан. Существует много планов причинности, но ничто не ускользнёт от Закона («Кибалион»).

Согласно этому закону случайностей нет, всё подчинено тому или иному закону, всё имеет свою причину. Но уровней причинности несколько, поскольку существует несколько планов бытия, и все они связаны Принципом Соответствия. Начало процесса на одном плане означает начало аналогичных процессов на других планах.

### Принцип Пола
Род во всём — всё имеет свой Мужской и Женский принцип. Род проявляется во всех плоскостях («Кибалион»).

Согласно этому принципу, все вещи содержат два начала: мужское и женское. Взаимодействие этих начал — причина любого творчества: физического, душевного или духовного.

## Музыка
- Кибалион, симфония-трансмутация (симфония № 1) киевского композитора Сергея Ярунского